# 40-я улица — Лауэри-стрит (линия Флашинг, Ай-ар-ти)
|   |     |     |     |   |
| · | · л | · э | · л | · |

|   |     |     |     |   |
| · | · л | · э | · л | · |

«40-я улица — Лауэри-стрит» (англ. 40th Street–Lowery Street) — станция Нью-Йоркского метрополитена, расположенная на линии Флашинг, Ай-ар-ти.  На станции останавливается маршрут 7 (круглосуточно). Станцию проходит без остановки маршрут <7> (в часы пик в пиковом направлении). Эстакадная станция с тремя путями и двумя боковыми платформами у боковых путей.
Пассажиры на этой станции не смогут сменить направления движения не заплатив, так как между платформами нет бесплатного перехода. В 1998 году часть названия — Lowery Street — была убрана. Изменения были отражены как на табличках на станции, так и на картах метро. Решение о восстановлении этой исторической части названия было принято в 2004 году, и с тех пор оно постоянно используется.
До 1949 года часть IRT Flushing Line использовалась двумя компаниями — IRT и BMT, равно как и BMT Astoria Line. Некоторое время станция даже была разделена на две части, на одной из которых останавливались поезда IRT, на другой — BMT. Этот режим работы был характерен для всех станций «двойного использования».